# Капрауна
Капрауна (итал. Caprauna) је насеље у Италији у округу Кунео, региону Пијемонт.
Према процени из 2011. у насељу је живело 133 становника. Насеље се налази на надморској висини од 951 м.

## Становништво
| 1936. | 1951. | 1961. | 1971. | 1981. | 1991. | 2001. | 2011. |
| ----- | ----- | ----- | ----- | ----- | ----- | ----- | ----- |
| 366   | 339   | 331   | 270   | 218   | 171   | 133   | 120   |